# بوئینگ مونومیل
بوئینگ مونومیل (به انگلیسی: Boeing Monomail) یک هواپیمای ساختِ بوئینگ در کشور ایالات متحده آمریکا است. نخستین استفاده‌کنندهٔ این هواپیما یونایتد ایرلاینز بوده‌است. این هواپیما در ۶ مه ۱۹۳۰ میلادی نخستین پرواز خود را انجام داد.